# Bangassi-Koro
Pour les articles homonymes, voir Bangassi.
Ne doit pas être confondu avec Bangassi-Kourou.
Bangassi-Koro est une commune située dans le département de Barani de la province de Kossi au Burkina Faso.